# Alessandria Unione Sportiva 1946-1947
Questa pagina raccoglie le informazioni riguardanti l'Alessandria Unione Sportiva nelle competizioni ufficiali della stagione 1946-1947.

## Competizioni
Per il ritorno in Serie A a nove anni di distanza dalla retrocessione del 1936-37, la società scelse di affidarsi a giocatori di esperienza come Bodoira, Coscia, Borel II e, soprattutto, Pietro Rava, che disputò un campionato di ottimo livello. All'apporto di questi calciatori vanno aggiunti quelli dell'emergente centrocampista Gino Armano e della punta Riza Lushta. Nel primo campionato a 20 squadre della storia, l'Alessandria si piazzò al 14º posto, conquistando una salvezza non scontata in una stagione contrassegnata da continui cambi d'allenatore e iniziata con la perdita del neoeletto presidente Giuseppe Moccagatta, da poco anche primo sindaco della città dopo il regime; a lui fu dedicato lo stadio.
Dopo un inizio travagliato, l'Alessandria si ritrovò presto sul fondo della classifica, coinvolta nella lotta per non retrocedere. La prima vittoria arrivò solo all'undicesimo turno; una volta sbloccatasi, la squadra grigia riuscì a prendere in mano la situazione e a salvarsi con un turno d'anticipo, il 29 giugno, grazie soprattutto al lavoro di Lajos Nemes Kovács (già alla guida di Padova, Roma e Bologna negli anni trenta), chiamato a subentrare a Giovanni Battista Rebuffo dopo gli interim dalla 2ª all'8ª giornata di Borel-Savojardo (quest'ultimo, che nel 1912 era stato tra i fondatori dell'Alessandria, tornò alla guida della squadra dopo oltre trent'anni) e di Umberto Dadone che guidò la squadra nella 10ª giornata. Rimase l'impresa di una salvezza conquistata dopo quattro sconfitte in partenza, fatto accaduto solamente altre tre volte nella storia del campionato a girone unico.

## Divise
| Prima maglia |

## Organigramma societario
Area direttiva
- Presidente: Mario Moccagatta (dal 27 settembre)
- Vicepresidente: G. Doglioli
- Dirigenti: P. Burzi, F. Dogliolo, V. Ferrari, E. Lanzavecchia, V. Maranzana, Piero Melchionni, Giovanni Battista Rangone, A. Rigoni, M. Roncali, G. Taverna
- Segretario amministrativo: A. Carrara
- Segretario: Enrico Dericci

Area tecnica
- Allenatore: Giovanni Battista Rebuffo, poi Felice Borel con Amilcare Savojardo, poi Umberto Dadone, infine Lajos Nemes Kovács
- Componenti: Umberto Dadone, Amilcare Savojardo, Cesare Testera

Area sanitaria
- Responsabile: C. Villa

## Rosa
| N. |                   | Ruolo | Calciatore        |
| -- | ----------------- | ----- | ----------------- |
|    | Italia (bandiera) | P     | Alfredo Bodoira   |
|    | Italia (bandiera) | P     | Luigi Diamante    |
|    | Italia (bandiera) | P     | Attilio Miglio    |
|    | Italia (bandiera) | D     | Angelo Borgogno   |
|    | Italia (bandiera) | D     | Piero Pietrasanta |
|    | Italia (bandiera) | D     | Pietro Rava       |
|    | Italia (bandiera) | C     | Giuseppe Arezzi   |
|    | Italia (bandiera) | C     | Gino Armano       |
|    | Italia (bandiera) | C     | Luigi Bassi       |
|    | Italia (bandiera) | C     | Elio Bertoni (II) |
|    | Italia (bandiera) | C     | Aristide Coscia   |

| N. |                    | Ruolo | Calciatore           |
| -- | ------------------ | ----- | -------------------- |
|    | Italia (bandiera)  | C     | Mario Pietruzzi      |
|    | Italia (bandiera)  | C     | Sergio Rampini       |
|    | Italia (bandiera)  | C     | Francesco Tortarolo  |
|    | Italia (bandiera)  | C     | Lanfranco Albertelli |
|    | Italia (bandiera)  | A     | Felice Borel (II)    |
|    | Italia (bandiera)  | A     | Giuseppe Giorgino    |
|    | Albania (bandiera) | A     | Riza Lushta          |
|    | Italia (bandiera)  | A     | Angelo Rosso         |
|    | Italia (bandiera)  | A     | Pietro Luigi Sotgiu  |
|    | Italia (bandiera)  | A     | Carlo Stradella      |

## Risultati

### Serie A

#### Girone d'andata
| Arbitro: | Camiolo (Milano) |

|              |           |                                    |
| Giorgino 81’ | Marcatori | 5’ (aut.) Rava 66’, 70’ Del Medico |

| Arbitro: | Limido (Milano) |

|                              |           |            |
| Candiani 5’ Astorri 20’, 43’ | Marcatori | 29’ Lushta |

| Arbitro: | Dattilo (Roma) |

|  |           |               |
|  | Marcatori | 80’ Arcari IV |

| Arbitro: | Massironi (Milano) |

|                                    |           |                  |
| Busani 15’ (rig.) Di Benedetti 52’ | Marcatori | 84’ (aut.) Berra |

| Arbitro: | Pizziolo (Firenze) |

|                                  |           |                              |
| Spadavecchia 78’ Tontodonati 90’ | Marcatori | 21’ Giorgino 32’ (rig.) Rava |

| Arbitro: | Galeati (Bologna) |

|              |           |             |
| Giorgino 35’ | Marcatori | 48’ Cergoli |

| Arbitro: | Zelocchi (Modena) |

|  |           |                         |
|  | Marcatori | 40’ Quaresima 43’ Cadei |

| Arbitro: | Vannini (Bologna) |

|              |           |  |
| Gei 22’, 40’ | Marcatori |  |

| Arbitro: | Gamba (Pozzuoli) |

|  |           |              |
|  | Marcatori | 62’ Barsanti |

| Arbitro: | Scotto (Savona) |

|                |           |                    |
| Renosto II 11’ | Marcatori | 46’ (aut.) Trentin |

| Arbitro: | Agnolin (Bassano del Grappa) |

|                  |           |  |
| Marchi 2’ (aut.) | Marcatori |  |

| Arbitro: | Carpani (Milano) |

|                                          |           |            |
| Pietruzzi 16’ Arezzi 63’ Armano 66’, 87’ | Marcatori | 70’ Raccis |

| Arbitro: | Pera (Firenze) |

|  |           |                           |
|  | Marcatori | 36’, 82’ Lushta 88’ Rosso |

| Arbitro: | Bonivento (Venezia) |

|                           |           |                         |
| Lushta 25’ Bertoni II 59’ | Marcatori | 48’ Verdeal 61’ Verderi |

| Arbitro: | Zelocchi (Modena) |

|                                                    |           |  |
| G. Antonini 17’ Puricelli 47’ Carapellese 74’, 77’ | Marcatori |  |

| Arbitro: | Agnolin (Bassano del Grappa) |

|                                                           |           |  |
| D. Antonini 14’ (aut.) Stradella 15’, 41’, 50’ Coscia 35’ | Marcatori |  |

| Arbitro: | Bellè (Venezia) |

|                              |           |  |
| Bertoni II 79’ Stradella 90’ | Marcatori |  |

| Arbitro: | Galeati (Bologna) |

|                                        |           |               |
| Koenig 50’, 87’ Pietrasanta 66’ (aut.) | Marcatori | 61’ Stradella |

| Arbitro: | Pizziolo (Firenze) |

|                    |           |  |
| Brunella 9’ (aut.) | Marcatori |  |

#### Girone di ritorno
| Modena 16 febbraio 1947 | Modena          | 0 – 0 | Alessandria | Stadio Comunale\| Arbitro: \| Pieri (Trieste) \| |
| Arbitro:                | Pieri (Trieste) |       |             |                                                  |

| Arbitro: | Zelocchi (Modena) |

|                         |           |  |
| Rosso 48’ Pietruzzi 63’ | Marcatori |  |

| Arbitro: | Carpani (Milano) |

|                                                  |           |                 |
| Baiocchi 7’ Taiti 9’ Bonaretti 37’ Arcari IV 61’ | Marcatori | 25’ (rig.) Rava |

| Arbitro: | Bellè (Venezia) |

|                                                  |           |  |
| Stradella 27’, 59’ Armano 66’, 73’ Tortarolo 81’ | Marcatori |  |

| Arbitro: | Bernardi (Bologna) |

|            |           |  |
| Coscia 80’ | Marcatori |  |

| Arbitro: | Cambi (Livorno) |

|             |           |  |
| Cergoli 82’ | Marcatori |  |

| Arbitro: | Vannini (Bologna) |

|                                 |           |                       |
| Conti 6’, 51’ Sperotto 32’, 83’ | Marcatori | 39’ Lushta 58’ Coscia |

| Arbitro: | Galeati (Bologna) |

|                 |           |               |
| Rava 77’ (rig.) | Marcatori | 1’ Della Rosa |

| Arbitro: | Bernardi (Bologna) |

|             |           |            |
| Fiorini 33’ | Marcatori | 41’ Lushta |

| Arbitro: | Codeluppi (Lodi) |

|            |           |             |
| Lushta 41’ | Marcatori | 12’ Pernigo |

| Arbitro: | Zilli (Reggio Emilia) |

|                                          |           |                            |
| Bertoni II 21’ (aut.) Muci 34’, 44’, 85’ | Marcatori | 42’ Lushta 49’ (rig.) Rava |

| Arbitro: | Scotto (Savona) |

|                                |           |                          |
| Raccis 17’, 49’ Piana 53’, 78’ | Marcatori | 32’ Coscia 83’ Tortarolo |

| Arbitro: | Dattilo (Roma) |

|                            |           |                          |
| Coscia 45’ Rava 86’ (rig.) | Marcatori | 23’ Quario 40’ Perazzolo |

| Arbitro: | Agnolin (Bassano del Grappa) |

|                                |           |              |
| Chizzo 37’ Bonistalli 43’, 51’ | Marcatori | 57’ Giorgino |

| Arbitro: | Gemini (Roma) |

|                                 |           |                 |
| Sotgiu 13’, 14’, 62’ Lushta 57’ | Marcatori | 18’ G. Antonini |

| Arbitro: | Carpani (Milano) |

|             |           |                     |
| Rossetti 4’ | Marcatori | 3’, 41’, 85’ Lushta |

| Arbitro: | Camiolo (Milano) |

|                                        |           |            |
| Ossola 8’, 14’ Loik II 73’ (rig.), 79’ | Marcatori | 89’ Sotgiu |

| Arbitro: | Bernardi (Bologna) |

|                       |           |                |
| Arezzi 48’ Armano 56’ | Marcatori | 76’ Lombardini |

| Arbitro: | Sorbi (Genova) |

|  |           |                       |
|  | Marcatori | 27’ Lushta 41’ Sotgiu |

## Statistiche

### Statistiche di squadra
| Competizione | Punti | In casa | In casa | In casa | In casa | In casa | In casa | In trasferta | In trasferta | In trasferta | In trasferta | In trasferta | In trasferta | Totale | Totale | Totale | Totale | Totale | Totale | DR |
| Competizione | Punti | G       | V       | N       | P       | Gf      | Gs      | G            | V            | N            | P            | Gf           | Gs           | G      | V      | N      | P      | Gf     | Gs     | DR |
| ------------ | ----- | ------- | ------- | ------- | ------- | ------- | ------- | ------------ | ------------ | ------------ | ------------ | ------------ | ------------ | ------ | ------ | ------ | ------ | ------ | ------ | -- |
| Serie A      | 35    | 19      | 10      | 5       | 4       | 35      | 17      | 19           | 3            | 4            | 12           | 24           | 43           | 38     | 13     | 9      | 16     | 59     | 60     | -1 |

### Statistiche dei giocatori[3]
| Giocatore       | Serie A  | Serie A |
| Giocatore       | Presenze | Reti    |
| --------------- | -------- | ------- |
| L. Albertelli   | 1        | 0       |
| G. Arezzi       | 35       | 2       |
| G. Armano       | 24       | 5       |
| L. Bassi        | 4        | 0       |
| E. Bertoni (II) | 26       | 2       |
| A. Bodoira      | 30       | -44     |
| F. Borel (II)   | 1        | 0       |
| A. Borgogno     | 12       | 0       |
| A. Coscia       | 38       | 5       |
| L. Diamante     | 6        | -10     |
| G. Giorgino     | 10       | 4       |
| R. Lushta       | 26       | 12      |
| A. Miglio       | 2        | -6      |
| P. Pietrasanta  | 32       | 0       |
| M. Pietruzzi    | 29       | 2       |
| S. Rampini      | 7        | 0       |
| P. Rava         | 38       | 5       |
| E. Rosso        | 33       | 2       |
| P.L. Sotgiu     | 16       | 5       |
| C. Stradella    | 12       | 7       |
| F. Tortarolo    | 36       | 2       |